# Hjerte-kar-sygdomme
Hjerte-kar-sygdomme er en fællesbetegnelse for alle former for sygdomme vedrørende hjertet og blodkarrene. Hjerte-kar-sygdomme omfatter blandt andet forhøjet blodtryk, blodprop i hjertet, hjertekrampe, hjertesvigt, hjerteklapsygdom, hjerterytmeforstyrrelse og hjertemuskelsygdom (kardiomyopati).
Åreforkalkning er årsagen til de fleste hjerte-kar-sygdomme.